# Kostel svatého Vavřince (Český Újezd)
Římskokatolický kostel svatého Vavřince je zaniklý filiální kostel chlumecké farnosti, který se nacházel na katastru Českého Újezda u Chlumce v okrese Ústí nad Labem, byl významnou církevní památkou Ústecka. Kostel byl zbořen spolu se sousedním domem a hřbitovem v roce 1967 kvůli plánované těžbě hnědého uhlí.

## Historie

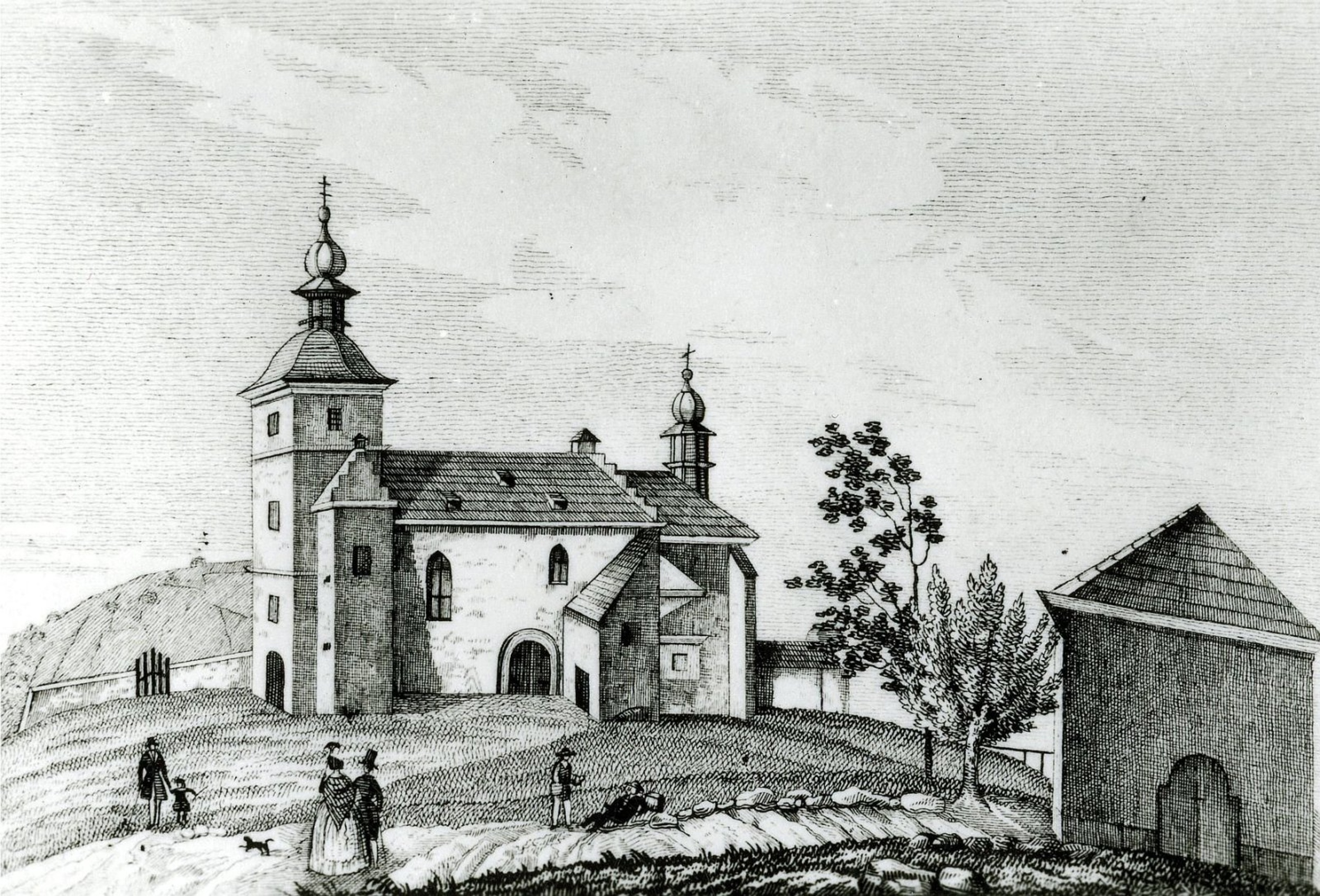
Kostel na kresbě z roku 1835

Nedaleko obce Český Újezd stávala osada rytířského řádu johanitů Koleč s farním kostelem zasvěceným sv. Vavřinci. Osada Koleč se rozkládala na soutoku Ždírnického a Podhorského potoka. První písemná zmínka o ní pochází z roku 1352, kdy místní farnost uvedena v soupisu papežských desátků. Kolečská farnost patřila k málo výnosným, proto i v zápisech z roku 1405 u ní nalézáme latinskou poznámku "papuer", tzn. chudý. Postupem let osada zcela zanikla a zůstal po ní pouze samotný kostel.
Původní kostel vznikl kolem roku 1170. Patrocinium sv. Vavřinci patří k typickým zasvěcením raného středověku. Také struktura farnosti, kdy farnímu kostelu patřil na starém sídelním území větší počet vsí, je charakteristická pro raně středověký stupeň organizace církevní správy.
Původně filiální kostel chabařovické farnosti byl později povýšen na farní kostel pro obce Český Újezd, Hrbovice, Předlice a Střížovice.
V letech 1616–1618 majitel chlumeckého panství Petr Kölbl z Geisingu, pod které obec spadala, přestavěl kostel ve stylu saské renesance. Před rozšířením luteránství byl kostel cílem četných procesí, která sem putovala hlavně 10. srpna, aby zde uctila památku bojovníků padlých v husitské bitvě na nedaleké vyvýšenině Na Běhání. 

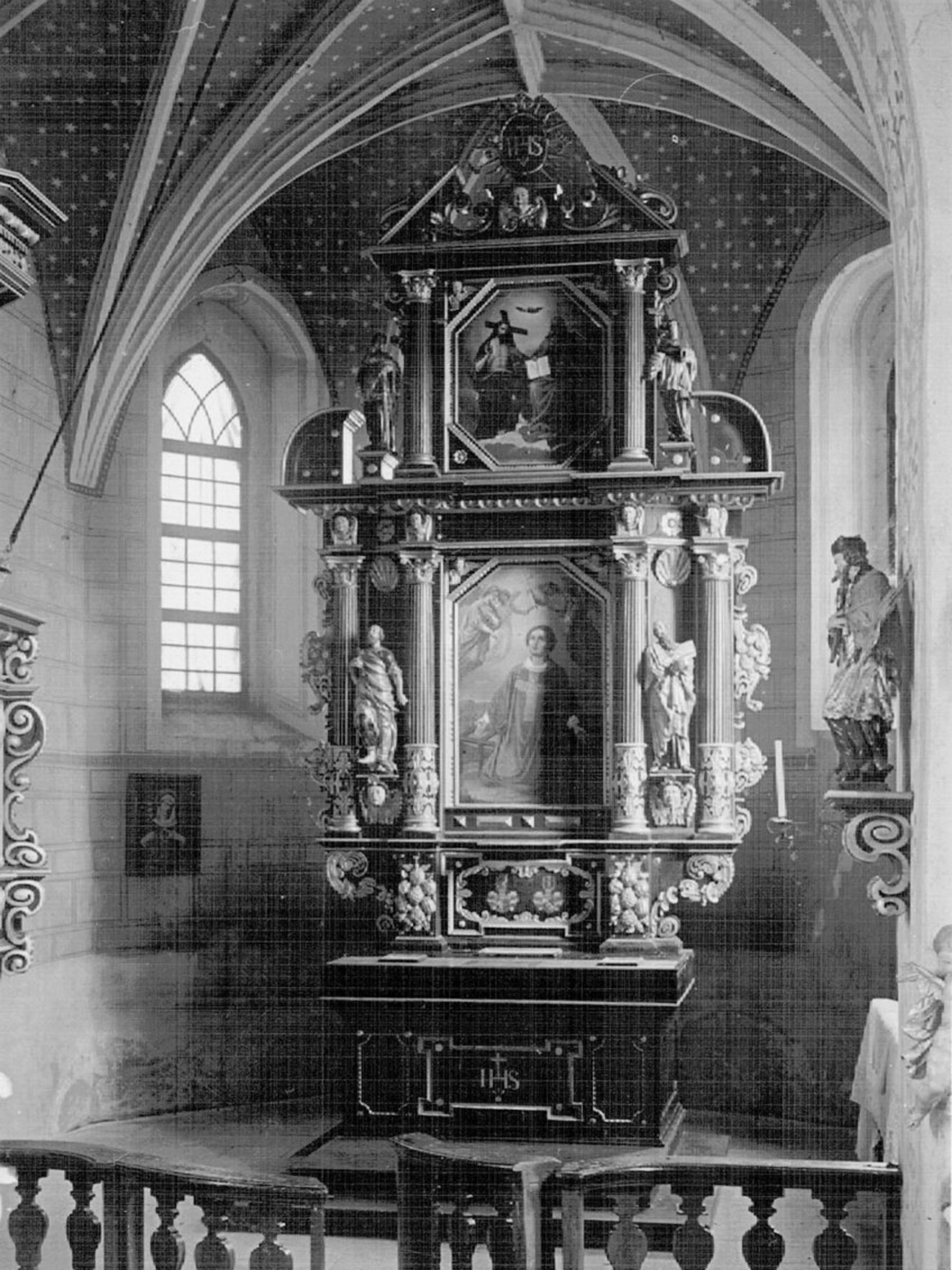
Interiér kostela s hlavním oltářem (rok 1932)

Poslední přestavby se kostel dočkal koncem 19. století a poslední opravy roku 1932. Kostel i s přilehlou budovou pro kostelníka poté už jen postupně chátral a z důvodu plánované těžby hnědého uhlí byl v lednu 1967 odstřelen. Plánovaná těžba se nakonec neuskutečnila.
Při výstavbě dálnice dálnice D8 proběhl poslední archeologický průzkum zbylých základů.

## Architektura
Stavba z let 1616–1618 byla vystavěna ve stylu saské renesance, měla dochovaný presbytář z konce 15. století s žebrovou hvězdovou klenbou. Hlavní loď byla plochostropá, v patře věže měla emporu (tribunu). 
Barokní oltář s obrazem sv. Vavřince a znakem rodu Kolovratů pocházel z roku 1864, kdy byl kostel nákladem 3000 zlatých nákladně renovován. Původní oltář s kazatelnou pocházející z roku 1660 se nedochoval.
V roce 1893 dostal kostel novou věžičku. Starý zvon z roku 1533, označený českým nápisem "Ujezd", byl v roce 1917 sejmut pro potřebu válečných rekvizicí. Nakonec však namísto rozlití byl uchován a později zavěšen v chlumeckém kostele sv. Havla. Druhou světovou válku však nakonec nepřečkal a byl využit pro válečnou výrobu. 
Sedm z osmi náhrobků šlechtické rodiny Kölbelů z Geisingu bylo po likvidaci kostela přemístěno do obvodové zdi kostela sv. Václava ve Valtířově spolu s oběma portály.